# Ω-Baryon
Das Ω-Baryon, (Omega-Baryon) ist ein relativ langlebiges Baryon mit Spin 3⁄2. Mit seiner sss-Konfiguration (drei s-Quarks) hat es die Strangeness −3 und gehört damit zu den Hyperonen (Baryonen mit Strangeness).
Das Teilchen wurde 1961 auf Grund theoretischer Überlegungen vorhergesagt und 1964 experimentell nachgewiesen. 

## Quark-Struktur
Das Ω− besteht aus drei strange-Valenzquarks (sss). Sein Spin und seine Parität  sind 3⁄2+, was man so deuten kann, dass sich die drei Quarks im Grundzustand mit parallelen Spins befinden. Diese Konfiguration ist, ähnlich wie bei dem {\displaystyle \Delta ^{++}}- (uuu) und dem {\displaystyle \Delta ^{-}}-Teilchen (ddd), nur deshalb keine Verletzung des Pauli-Prinzips, weil Quarks (etwa im Gegensatz zu Elektronen im Atom) einen zusätzlichen inneren Freiheitsgrad haben, die Farbladung, die drei Werte annehmen kann. Damit unterscheiden sich die Quarks wieder in mindestens einer Quantenzahl, und ihre Wellenfunktionen sind, wie vom Pauli-Prinzip gefordert, antisymmetrisch.

## Zerfall
Das Ω− ist das leichteste Teilchen mit 3 s-Quarks. Es kann daher nur zerfallen, wenn sich ein s-Quark in ein anderes Quark umwandelt. Dies wiederum kann nur über die schwache Wechselwirkung geschehen. Daher ist das Ω− mit 0.82e-10 s vergleichsweise langlebig. In mehr als 99 % der Fälle zerfällt das Ω− auf eine der folgenden drei Weisen:
Ω− (sss) → Λ0 (uds) +  K− (us)       67,8 ± 0,7 %
Ω− (sss) → Ξ0 (uss) +  π− (ud)       23,6 ± 0,7 %
Ω− (sss) → Ξ− (dss) +  π0 (dd/uu)       8,6 ± 0,4 %

## Angeregte Zustände (Resonanzen)
Neben dem Ω− wurden drei weitere Baryonen mit Strangeness −3 entdeckt, die eine höhere Ruheenergie haben („Resonanzen“), über die starke Wechselwirkung zerfallen und daher sehr kurzlebig (Größenordnung 10−23 s) sind.

## Ωcund Ωb
Es sind schwere Baryonen nachgewiesen worden, die an Stelle eines der s-Quarks ein Charm-Quark  bzw. ein Bottom-Quark besitzen, also mit der Quarkzusammensetzung ssc und ssb.  Sie werden als Ωc (oder Ωc0) bzw. Ωb (oder Ωb−) bezeichnet.

## Forschungsgeschichte

Nachweis des ersten Ω^{−} (1964). Die an Erzeugung und Zerfall beteiligten geladenen Teilchen hinterließen Spuren in der Blasenkammer (hier nachgezeichnet). Gestrichelt dargestellt sind elektrisch neutrale Teilchen, die im Detektor nicht sichtbar waren. Ein hochenergetisches K^{−} traf auf ein Proton in der Blasenkammer. Dabei wurden ein Ω^{−}, ein K^{+} und ein K^{0} erzeugt. Beim Zerfall des Ω^{−} entstand ein π^{−} sowie ein Ξ^{0}, das weiter in ein Λ^{0} und ein π^{0} zerfiel. Das Λ^{0} zerfiel in ein Proton und ein π^{−}; das (aufgrund seiner kurzen Lebensdauer hier nicht sichtbare) π^{0} zerfiel in zwei Photonen (γ), die jeweils ein Elektron-Positron-Paar erzeugten.

Anfang der 1960er Jahre entwickelten Murray Gell-Mann und andere eine Systematik der Mesonen und Baryonen, die später zum Quarkmodell weiterentwickelt wurde. Unter anderem wurde dabei ein Dekuplett von Baryonen mit Spin und Parität 3⁄2+ vorhergesagt. Nach der Entdeckung der Ξ*-Baryonen im Jahr 1963 waren neun dieser zehn Teilchen nachgewiesen (siehe: Baryon § Forschungsgeschichte).
Zum Nachweis des fehlenden Ω− wurde 1963 am Brookhaven National Laboratory (BNL) ein dediziertes Experiment vorbereitet. Da das Ω− die Strangeness S = −3 hat und bei der Erzeugung über die starke Wechselwirkung die Strangeness-Quantenzahl erhalten bleibt, müssten bei diesem Experiment eigentlich gleichzeitig drei K-Mesonen (Kaonen) mit jeweils S = +1 (K+ oder K0) erzeugt werden. Oder im Rahmen des Quarkmodells (das damals noch nicht existierte) formuliert: Bei der Erzeugung eines Ω− müssten neben drei s-Quarks auch drei s-Antiquarks erzeugt werden. 
Diese Zahl ließ sich aber auf zwei reduzieren, wenn einer der Reaktionspartner ein K− mit  S = −1 war, weil dieses schon ein s-Quark enthält. Wegen der Erhaltung der Baryonenzahl musste der andere Reaktionspartner ein Baryon sein, am einfachsten ein Proton (p).
Eine mögliche Reaktion war demnach:
K− (us) + p (uud) → Ω− (sss) +  K+ (us) + K0  (ds)
Am BNL ließ man einen Protonenstrahl von 33 GeV Energie auf ein Wolframtarget prallen. Dabei entstanden neben den gewünschten Kaonen auch Pionen, Antiprotonen und andere Teilchen. Durch geeignete Magnetfelder wurde ein reiner Strahl von Kaonen mit einer Energie von 5,0 GeV ausgefiltert und auf eine Blasenkammer gelenkt, deren flüssiger Wasserstoff zugleich als Target und als Detektor diente. Im Laufe mehrerer Wochen fand man aus ungefähr 50.000 fotografierten Ereignissen eines, das dem gesuchten Prozess entsprach.
1973 zeigte Luis Alvarez, dass es sich bei drei Teilchenspuren, die 1954 und 1955 bei der Reaktion von kosmischer Strahlung mit fotografischen Emulsionen aufgetreten waren, um Ω−-Baryonen gehandelt hatte.